# Freistilschwimmen

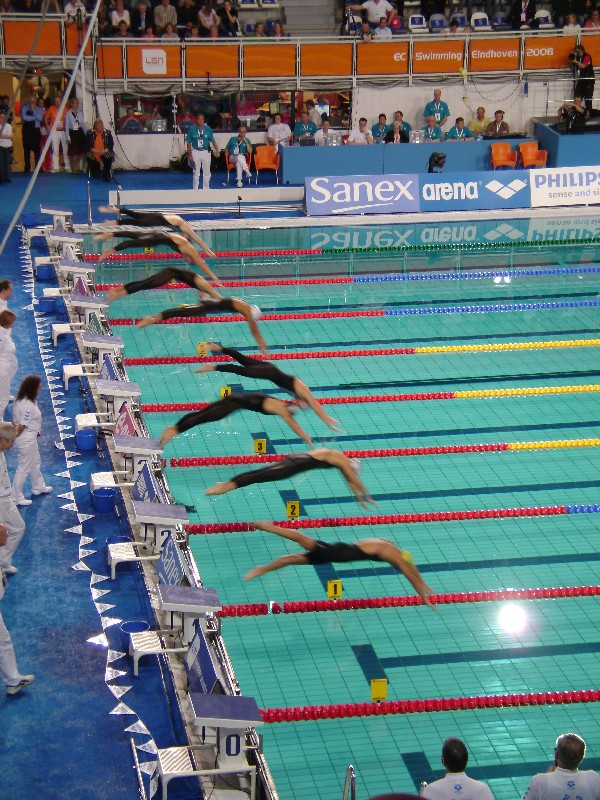
LEN European Championships, Frauen 400 m, 2008

Beim Freistilschwimmen darf der Schwimmer seine Schwimmtechnik frei wählen und während einer Strecke wechseln. Er ist auch in der Ausführung seines Schwimmstils kaum eingeschränkt. Die Wettkampfregeln der Fédération Internationale de Natation (FINA) besagen nur, dass während des gesamten Wettkampfes ein Körperteil des Schwimmers die Wasseroberfläche durchbrechen muss. Es ist dem Schwimmer erlaubt, während der Wende, nach jeder Wende sowie für eine Strecke von 15 Metern nach dem Start völlig untergetaucht zu sein. Spätestens an diesem Punkt muss der Kopf aber das Wasser durchstoßen haben. Bei der Wende und beim Zielanschlag muss der Schwimmer die Beckenwand mit einem beliebigen Körperteil berühren.
Der Begriff „Freistil“ ist eine wörtliche Übersetzung von englisch Freestyle (= „freier Stil“). Er bedeutet in diesem ursprünglichen Sinne, dass jeder sich so bewegen darf, wie er möchte, und damit seiner Kreativität und seinem Improvisationstalent freien Lauf lassen kann. In diesem Verständnis findet er sich auch in anderen Sportarten wie z. B. dem Freestyle-Snowboarden oder dem Freestyle Frisbee bzw. in anderen Betätigungsfeldern wie beispielsweise dem Freestyle-Rap oder dem Free Jazz.

Da das Kraulschwimmen die schnellste Schwimmart ist, wird im Freistilschwimmen praktisch immer die Kraultechnik bevorzugt. Es gibt in den Wettkampfregeln des Deutschen Schwimm-Verbandes keine klare Definition für Freistil, es heißt nur, dass beim Lagenschwimmen und in Lagenstaffeln „jede andere Schwimmart außer Brust-, Schmetterlings- oder Rückenschwimmen geschwommen werden darf“.

In einer Freistilstaffel treten mehrere Schwimmer (meist vier) hintereinander an. Bei internationalen Wettbewerben auf der Langbahn (50 m) werden 4 × 100-m- und 4 × 200-m-Freistilstaffeln geschwommen, bei Kurzbahnwettbewerben auch die 4 × 50-m-Staffel.